# Aušrā Dorsa
Gli Aušrā Dorsa sono una struttura geologica della superficie di Venere.